# Beitrage zur Biologie der Pflanzen
Beitrage zur Biologie der Pflanzen (abreviado Beitr. Biol. Pflanzen) es una revista con ilustraciones y descripciones botánicas que editada en Breslau = Wroclaw desde el año 1870.